# Marie Jean-Eudes
Sœur Marie Jean-Eudes, née Eugénie Tellier (1897, Saint-Damien - 1978, Lachine) est une religieuse des sœurs de Sainte-Anne, naturaliste et botaniste canadienne. Elle œuvra à la vulgarisation scientifique et elle a publié plusieurs articles en biologie, en géologie et en botanique. Elle est considérée comme une pionnière de l'étude des sciences naturelles au Québec.

## Biographie
Fille de Joseph Tellier et de Rosalie Mondor, Marie-Bernadette-Eugénie Tellier est née en 1897 à Saint-Damien, au nord-ouest de Joliette. Elle a étudié auprès du frère Marie-Victorin entre 1925 et 1931. En 1931, elle participe à la création des Cercles des jeunes naturalistes dont elle est la coordinatrice au sein des sœurs de Sainte-Anne. Elle obtient sa maîtrise en 1943 traitant sur la flore de Rawdon. Elle organise un musée d'histoire naturelle[Lequel ?] à Lachine. Elle sera 1re vice-présidente des CJN (1940-1947), 2e vice-présidente (1947-1955), présidente-générale (1955-1957), directrice-générale (1954-1963) et secrétaire du bureau (1958-1963). Elle entreprendra une monographie des Cercles des jeunes naturalistes qui sera publiée à titre posthume en 1981.

## Ouvrage
Jean-Eudes, Marie, Les cercles des Jeunes Naturalistes, Éditions Sainte-Anne, Lachine, 1981.

## Honneur
Le gouvernement nomma la réserve écologique Marie-Jean-Eudes, située dans la réserve faunique Mastigouche en Mauricie en son honneur en 1992.